# Kinderkrippe
Kinderkrippen sind Einrichtungen oder Gruppen der Kindertagesbetreuung und familienergänzende Kinderbetreuungen für Kleinkinder und Säuglinge ab einem Lebensalter von acht Wochen. Als Kurzform wird auch das Wort „Krippe“ gebraucht.

## Geschichte

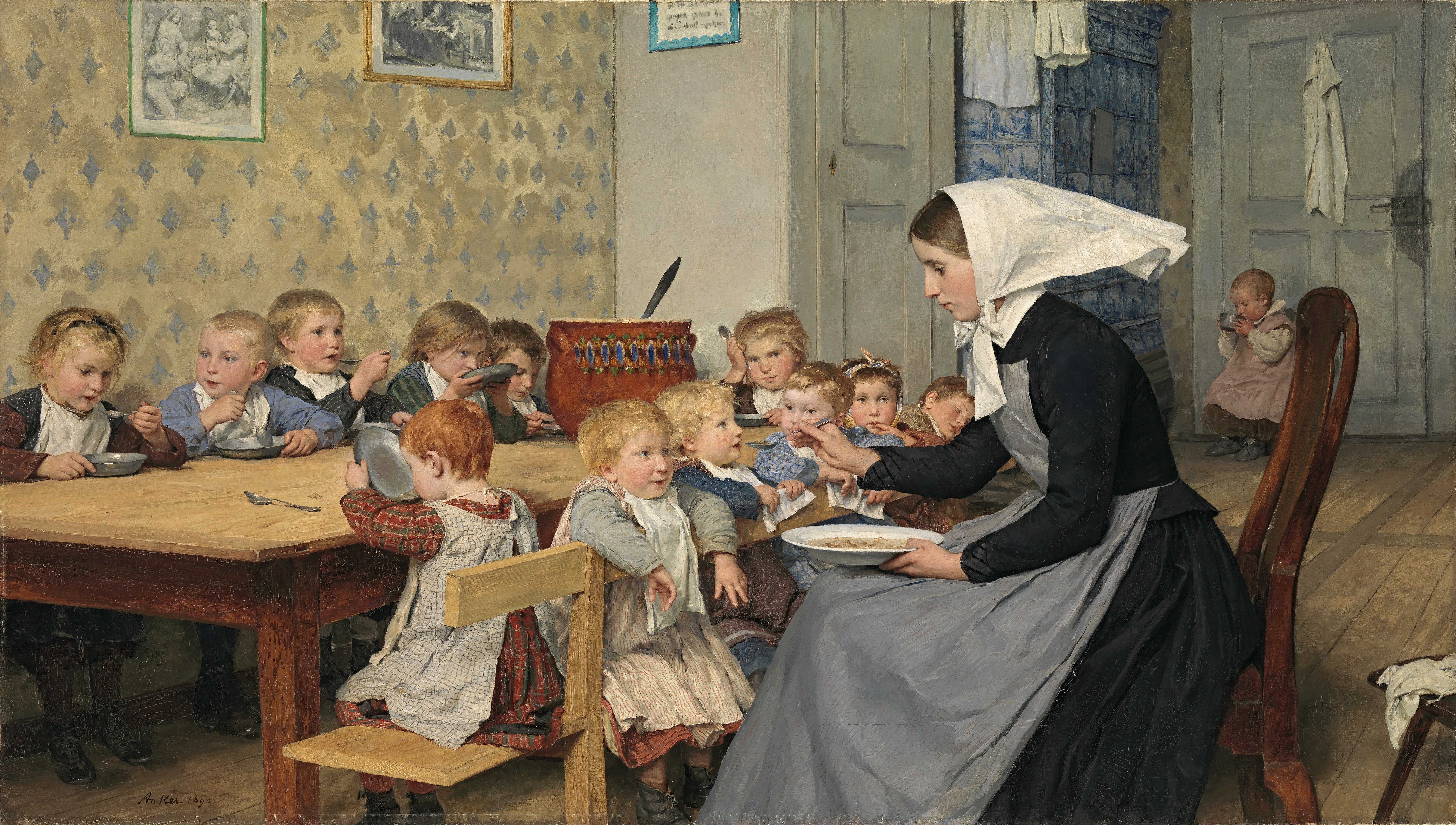
Die Kinderkrippe, Albert Anker (1890)

Die erste Kinderkrippe in Europa wurde von dem Juristen Firmin Marbeau initiiert und am 14. November 1844 eröffnet. In Frankreich sollen sieben Jahre später bereits 400 Kinderkrippen entstanden sein. Im Jahr 1849 wurde in Wien von dem Arzt Carl Helm eine Kinderkrippe gegründet. Es folgten weitere Krippen in Wien, dann 1851 in Dresden und Hamburg, 1853 in Frankfurt am Main, 1855 in München und 1857 in Nürnberg. In Deutschland entstanden zu dieser Zeit zahlreiche Vereine für die Gründung von „Kleinkinderbewahranstalten“.
Kinderkrippen sah die Mehrheit der Bevölkerung zu diesem Zeitpunkt als eine Notlösung an, die der Mutter eine Berufstätigkeit ermöglichen sollte und das Kind vor einer als weniger gut angesehenen Betreuung in einer Pflegefamilie oder einem Säuglings- und Kinderheim bewahren sollte. Pädagogische Beweggründe dafür, ein Kind in einer Kinderkrippe betreuen zu lassen, gab es damals kaum. Dies stand im Gegensatz zu der sich entwickelnden Kindergartenpädagogik. Als entscheidend für eine Kinderkrippe galt eine Verringerung der Säuglingssterblichkeit und der Krankheitshäufigkeit. Bis in die Zeit der Weimarer Republik galten Kinderkrippen vor allem als Einrichtung der Fürsorge für Säuglinge, deren Mütter mittellos oder aber erziehungsunfähig waren. Nach dem Zweiten Weltkrieg blieben Kinderkrippen in der Bundesrepublik ein Randphänomen, während in der DDR ein großer Anteil der Kinder eine Tages- oder Wochenkrippe besuchte.

## Betreuung in Kinderkrippen

### Alltag in der Kinderkrippe

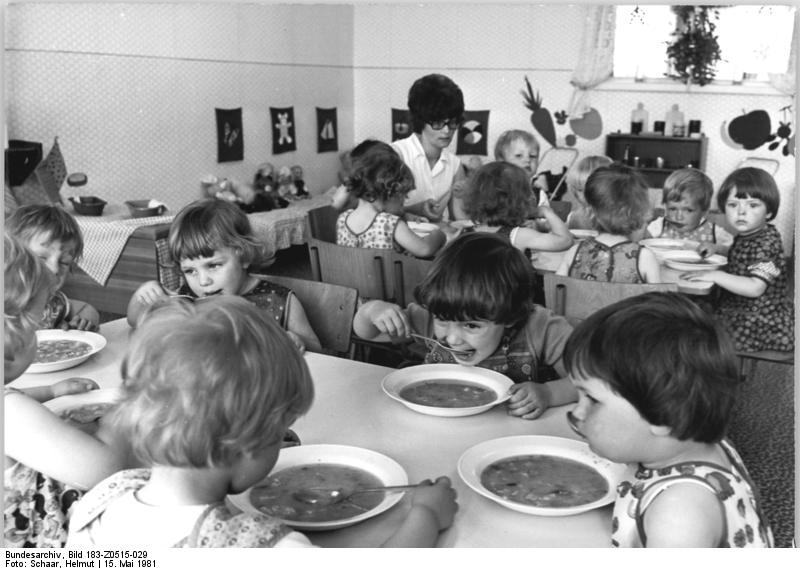
Bundesarchiv Bild 183-Z0515-029, Kaltensundheim, essende Krippenkinder

Aufmerksamkeit und Zuwendung durch die Betreuer sind in der Kinderkrippe besonders wichtig. Klein- und Kleinstkinder erhalten in modernen Krippen altersgerechte Mahlzeiten, sie nehmen, je nach Altersstufe, an Spielen und pädagogischen Aktivitäten zur Frühförderung teil, spielen je nach Wetterbedingungen im Freien und schlafen zu Zeiten, die an ihre eigenen, altersabhängigen Bedürfnisse angepasst werden. Kleinstkinder können im Allgemeinen in der Krippe von der Mutter gestillt werden oder trinken abgepumpte Muttermilch oder aus Pulver zubereiteten Muttermilchersatz.

### Eingewöhnung
Die Kleinkindpädagogik legt besonderen Wert auf eine allmähliche Eingewöhnung in die Kinderkrippe. Dies wirke sich auch viele Monate später positiv aus, beispielsweise auf das Verhalten und die sozialen Interaktionen der Kinder und auf den Umgang der Mütter mit den Betreuern. Die Eingewöhnungszeit hängt sehr vom Alter des Kindes ab, da jedes Kind verschiedene Entwicklungsphasen durchläuft und auf unbekannte Situationen unterschiedlich reagiert. Eine Eingewöhnung nach der Phase des Fremdelns, insbesondere etwa nach dem zwölften Lebensmonat, braucht Untersuchungen zufolge mehr Zeit und ist oft schwieriger als eine Eingewöhnung, die entweder deutlich früher oder deutlich später (ab ungefähr dem 18. oder 24. Lebensmonat) stattfindet.
Die Eingewöhnung vollzieht sich in der Regel allmählich und wird in Anpassung an die Reaktionen des Kindes gestaltet, um einen Aufbau der Beziehung des Kindes zu einer Bezugsperson zu ermöglichen. Das Kind entwickelt in den ersten Monaten eine Beziehung zu jenen Personen, die sich regelmäßig und konstant mit dem Kind beschäftigen. Ab dem sechsten oder siebten Monat ist diese Beziehung deutlich daran zu erkennen, dass sie in ihrem Explorationsverhalten auf die Personen gerichtet ist, zu denen eine Bindung aufgebaut wurde. Die Eingewöhnungszeit in die Krippe ist für die Beziehung zwischen Kind und Bezugsperson sehr wichtig.

### Qualitätssicherung
Kritisiert wurde in der Vergangenheit die Qualität vieler Kinderkrippen in Deutschland. Zum Beispiel äußerte der als Berater des BMFSFJ tätige Psychologe Wassilios Fthenakis im Jahr 2007: „Es gibt einzelne Orte in Deutschland, wo die Krippen gut sind, aber bisher sind das Glücksfälle.“ Der Aufbau eines qualitativ hochwertigen Krippensystems sei in (West-)Deutschland bislang „sträflich vernachlässigt“ worden. Gute Krippen könnten eine Bereicherung für Kinder sein: „Man kann aber das Aufwachsen des Kindes bereichern, wenn es in eine Einrichtung von hoher Qualität geht. Wenn ein Kind mit der Mutter allein ist, bekommt es nur ein Drittel der für seine Entwicklung nötigen Ressourcen. Das zweite Drittel ist die Beziehung zum Vater und das dritte sind die Qualität der Partnerschaft und die sozialen Beziehungen mit anderen, etwa in der Kita oder der Verwandtschaft.“
Der Betreuungsschlüssel (im Sinne der Anzahl von betreuenden Personen pro Kind), der unter dem Aspekt der Qualität von hoher Bedeutung ist, wird in Bezug auf Mindeststandards und geförderte Standards in den Bundesländern sehr unterschiedlich gehandhabt.
Als ein Aspekt von hoher Qualität in der Fremdbetreuung mag etwa ein Betreuungsschlüssel 1:2 für Kinder zwischen 0 und 12 Monaten, 1:3 für Kinder zwischen 12 und 24 Monaten, schließlich 1:4 für Kinder zwischen 24 und 36 Monaten gelten. Die Gesellschaft für Seelische Gesundheit in der Frühen Kindheit (German-speaking Association for Infant Mental Health GAIMH) empfiehlt für die Krippenbetreuung von Kindern unter drei Jahren altersgemischte Kleingruppen von sechs bis acht Kindern mit einem Betreuungsschlüssel, der „näher bei 1:2 als bei 1:3“ liegen soll. In einem auf Deutschland, Österreich und der Schweiz bezogenen Positionspapier von 2011 warnte die GAIMH, die Bindungs- und Beziehungsbedürfnisse von Kleinkindern unter drei Jahren würden „oft völlig unzureichend berücksichtigt“, und forderte eine Betreuung mit konstanten Kindergruppen und gutem Betreuungsschlüssel sowie eine auf die Tätigkeit in der frühen Kindheit spezialisierte Ausbildung und eine Supervision der Betreuungspersonen. Die Differenzierung nach Betreuungsformen zeigt allerdings in der NUBBEK-Studie (s. u.), dass die Kinder in altersgemischten Kleingruppen eine niedrigere Betreuungsqualität erfahren als wenn sie in altershomogenen Kleingruppen betreut werden. Die Krippenqualität wurde standardisiert gemessen und war nur zu 20 % gut oder sehr gut. 60 % war befriedigend. Ebenfalls 20 % war unbefriedigend, ohne dass die Leiter, Träger oder Kommunen (vermutlich) von dieser unbefriedigenden Qualität wüssten. Dringend, folgern die NUBBEK-Forscher, ist darum der Aufbau eines Qualitätsmonitorings.
Die Gewerkschaft Erziehung und Wissenschaft warnte 2007, dass für den in Deutschland vorgesehenen Ausbau der Krippenplätze rund 100.000 neue Erzieher gebraucht würden und dass entsprechend ausgebildete Erzieher fehlen könnten, wenn ihre Arbeitsbedingungen und Bezahlung nicht verbessert würden. Das Arbeitsentgelt in dieser Berufsgruppe sei mit der Umstellung auf das neue Tarifvertragssystem aber noch weiter verschlechtert worden.
Der Bindungsforscher und Kinder- und Jugendpsychiater Karl Heinz Brisch wies im Januar 2014 angesichts des Ausbaus der Krippenbetreuung in Deutschland Brisch auf die dringende Notwendigkeit hin, die Qualität der Betreuung zu erhöhen; insbesondere müsse der Betreuungsschlüssel in Kinderkrippen deutlich verbessert werden, die Ausbildung eigens auf Kleinstkinder ausgerichtet sein, die Erzieher durch gute Arbeitsbedingungen und Supervision und ein würdiges Gehalt unterstützt werden und eine bindungsorientierte Eingewöhnung stattfinden, damit es den Kindern nicht an emotionalem Kontakt fehle. Unter geeigneten Bedingungen könne ein sechsmonatiges Kind durchaus auch zu einer Bezugsperson in der Krippe eine sichere Bindung entwickeln. Zur Finanzierung merkt er an, dass eine solche Investition in die Früherziehung langfristig Verhaltensauffälligkeiten vorbeuge.
Die Bertelsmann-Stiftung kritisierte im Juli 2014, dass in Kinderkrippen häufig nur ein Betreuungsverhältnis von 1 zu 6 vorliege, und zwar vor allem in ostdeutschen Krippen. Sie schätzte den Bedarf an zusätzlichen Erziehern zur Sicherung hoher Qualitätsstandards auf 120.000 und verlangte eine bundesweite gesetzliche Regelung für kindgerechte Qualitätsstandards in Kindertagesstätten.

## Wirkung frühkindlicher Krippenbetreuung

### NICHD-Studien (USA 2003 und 2007)
Der Studie des US-amerikanischen National Institute of Child Health and Human Development (NICHD) von 2003 zufolge wirkt eine hohe Qualität der Kinderbetreuung positiv auf die kognitive Entwicklung, die Sprachentwicklung und vorschulische Fähigkeiten.
Weiterhin untersuchte die NICHD-Studie die emotionale Entwicklung. Es wurde herausgefunden, dass Kinder im Alter von 4,5 Jahren umso aggressiver, ungehorsamer und weniger kooperativ waren, je länger sie eine Kinderkrippe („child care“) besucht hatten.:S. 976 Dabei hat sich frühe, konstante und umfangreiche Fremdbetreuung als besonders problematisch für die sozioemotionale Entwicklung herausgestellt, womit frühe Untersuchungen durch Jay Belsky bestätigt wurden.:S. 999 Die Untersuchung deutet außerdem darauf hin, dass Fremdbetreuung nicht erst ab einem bestimmten Schwellenwert die genannten Effekte zeigt: Auch wenige Stunden Betreuung pro Woche in einer Kinderkrippe ständen demnach mit einer problematischen sozioemotionale Entwicklung in Zusammenhang, jedoch sei der Effekt dann geringer als bei zahlreichen Stunden Betreuung in einer Kinderkrippe.:S. 1001 Der beobachtete negative Effekt ist jedoch klein bis moderat und nicht auf einem klinischen Level; die Auswirkung der Betreuung in einer Kinderkrippe ist beispielsweise geringer als die Auswirkungen durch mütterliche Feinfühligkeit oder den sozioökonomischen Status, aber größer als Auswirkungen durch eine mütterliche Depression oder das kindliche Temperament.:S. 976 Die Studie fasst außerdem die Ergebnisse anderer, bis zu diesem Zeitpunkt (2003) erschienenen Studien zusammen; dabei fanden 25 Studien ebenfalls einen negativen Effekt von Krippen-Betreuung auf die emotionale Entwicklung, wohingegen 10 Studien einen positiven Effekt oder keinen Effekt auf die emotionale Entwicklung fanden.:S.  978–980
Während Rainer Böhm, Kinderneurologe, die NICHD-Studie als „Goldstandard“ der wissenschaftlichen Studien zum Thema Frühbetreuung bewertet, begründet Susanne Viernickel, Professorin für Pädagogik der frühen Kindheit, warum die Übertragbarkeit der NICHD-Studien auf Deutschland sehr problematisch sei. „In den USA kann … jeder, der als Frisör nicht reüssiert, eine Kinderbetreuungsstätte eröffnen. Außerdem finden hierzulande bestimmte Aspekte Eingang in die Diskussion und in die pädagogische Praxis, wie z. B. eine sanfte Eingewöhnung von Kindern, die in den USA sehr selten oder völlig unbekannt sind. Wir setzen hier auf einem anderen pädagogischen Niveau an“.

### Studie im Auftrag der Bertelsmann-Stiftung
2008 wurden Ergebnisse einer Studie vom Schweizer Forschungsinstitut BASS im Auftrag der Bertelsmann Stiftung veröffentlicht.

„Der gezielte Ausbau frühkindlicher Bildungs- und Betreuungsangebote erhöht nicht nur die Wahrscheinlichkeit der Kinder in Deutschland erheblich, später ein Gymnasium zu besuchen. Durch das zu erwartende höhere Lebenseinkommen führt er auch zu einem deutlich größeren volkswirtschaftlichen Nutzen. Dies gilt vor allem für Kinder aus benachteiligten Verhältnissen. Dazu gehören Kinder mit Migrationshintergrund oder geringer Bildung der Eltern.“

Durch den Krippenbesuch eines Kindes werden demnach volkswirtschaftliche Nutzeneffekte ausgelöst, die nahezu dreimal höher sind als die entstandenen Kosten für den Krippenbesuch von rund 8.000 Euro für eine durchschnittliche Verweildauer von 1,36 Jahren.
Kritik an der Bertelsmann-Studie
In der Studie wurde nicht nach dem Alter der Kinder beim Eintritt in die Krippe oder nach der Zahl der Stunden des Krippenbesuchs differenziert; auch wurden nach Aussage eines Artikels in Die Zeit keine Aussagen über Ursachen getroffen und wenig über Qualität der Krippenbetreuung oder die frühkindlichen Bildungsangebote ausgesagt. Auch weitere Einflussfaktoren, die eine Rolle spielen könnten, wie Stadt-/ Landherkunft der Kinder oder länderspezifische Beschulungstraditionen, blieben unberücksichtigt. Aus der Korrelation zwischen Krippen- und Gymnasialbesuch lasse sich daher, so Kritiker, aufgrund der unberücksichtigt gebliebenen Faktoren keineswegs auf einen Ursache-Wirkungs-Zusammenhang schließen. Es wird auch darauf hingewiesen, dass Krippenbesuch in den neuen Bundesländern weit häufiger sei als in den alten, die Pisa-Ergebnisse als Gradmesser des Bildungsniveaus (Lesen, Mathematik, Naturwissenschaften) aber keinesfalls besser seien. Bei der Sozialkompetenz schnitten die Schüler aus den neuen Bundesländern sogar durchweg wesentlich schlechter ab als die aus den alten. Die Erfassung der amtlichen Daten zum Kita-Besuch von Kindern mit Migrationshintergrund eigne sich aufgrund von methodischen Schwächen nicht zu Vergleichen von Betreuungsquoten von Kindern mit und ohne Migrationshintergrund.

### Entwicklungspsychologische Gesamtentwicklung und Schutzfaktoren

#### Psychische Deprivation
Zdeněk Matějček hat anhand eigener Vergleichsstudien und solcher aus dem damaligen Ostblock sowie internationaler Ergebnisse der Deprivationsforschung die Ursachen geistig-seelischen Mangelerlebens des Kindes in verschiedenen Lebenssituationen (Heime, Krippen, Horte, Familie) sowie diesbezügliche Schutzfaktoren beschrieben. Er unterschied das Gefährdungspotenzial für eine psychische Deprivation nach folgenden drei Dimensionen: nach dem Ausmaß, wie einzelne Einrichtungen die Erziehung der Familie ergänzen (Tageskrippen, Horte, Ganztagesschulen) oder ersetzen (Heime, Wochenkrippen), nach der Altersabstufung (Säuglinge, Kleinkinder, Kindergarten- und Schulkinder) und nach dem Erziehungskonzept und den Persönlichkeitsfaktoren der Erzieher (Großgruppen, Kleingruppen, Tagesmütter).
Während bei der vollständigen Kollektivbetreuung (Heime, Wocheneinrichtungen) der Einfluss der Familie gering ist, wurde bei der partiellen Gemeinschaftserziehung (Tageseinrichtungen) die Rolle der Familie als besonders wichtig erkannt. Je nach Einstellung und Persönlichkeit der Eltern zum Kind können die Krippen zu einem „Heim“ oder zu einer Stätte fruchtbarer erzieherischer Zusammenarbeit mit einem Entwicklungsstimulus werden. Als komplizierende Faktoren, die elterlicherseits etwa als Reaktion auf die Trennung vom Kind in Erscheinung treten, wurden zum Beispiel übertriebene Angst, Schuldgefühle, eine Kompensation der Trennung durch vorbehaltlose Nachgiebigkeit sowie ein Drang nach stetiger Sicherung der Liebe des Kindes festgestellt. Die teilweise Gemeinschaftserziehung (Tageskrippe) kann dort einen positiven Einfluss ausüben, wo die Erziehung in der Familie vernachlässigt wird oder emotional unausgeglichen ist. Dem täglichen Kontakt der Eltern mit dem Fachpersonal einer Kinderkrippe kommt volksbildende Bedeutung zu, wobei gezielte Beratung außerhalb der Krippen als wirksamer und dauerhafter angesehen wurde. Vergleiche von Krippenkindern mit Kindern, die nur in der Familie lebten, zeigten teilweise eine ungenügende Gefühlsstimulation sowie eine gewisse Reifeverspätung in sozialer und emotionaler Hinsicht auf der Seite der Krippenkinder, die vorwiegend von der Persönlichkeit und Gefühlssituation der Erzieher abhing.

#### Erkrankungshäufigkeit und entwicklungspsychologische Gesamtentwicklung
Kritisch betrachteten eine Reihe von unabhängigen Pädiatern in der DDR in den 1950er Jahren die Fremdbetreuung von Säuglingen und Kleinkindern. Selbst die Forschungsarbeiten von Eva Schmidt-Kolmer, Gerda Niebsch oder Christa v. Bothmer (verh. Grosch) weisen für familiengebunde Säuglinge und Kleinkinder die günstigsten Entwicklungen nach. Die Untersuchungsergebnisse konnten für die familiengebundenen Kinder hinsichtlich der Morbidität, der physischen und psychischen Entwicklung sowie Adaptionsstörungen bei Milieuwechsel die besten Entwicklungsstände belegen. Mit zunehmenden Grad der institutionellen Betreuung nahmen die Entwicklungsrückstände und Störungen der Kinder zu. Kinderärzte und Entwicklungspsychologen wie C. v. Bothmer forderten Maßnahmen, die Adaptionsstörungen vermindern sowie den Kontakt zwischen den Müttern und Kindern erhalten sollte. Empfohlen wurde die Aufnahme des Kindes in eine institutionelle Einrichtung erst nach Vollendung des zweiten Lebensjahres. Reformansätze wie eine konstante Betreuung der Kinder durch das Pflegepersonal, die stufenweise Eingewöhnung des Kindes oder familiäre Milieus in den Einrichtungen wurden entwickelt und erprobt. Aufgrund erheblicher Risiken und Gefahren für die Entwicklung von Säuglingen und Kleinkindern verlagerte sich der Schwerpunkt der institutionellen Unterbringung von den Säuglingsheimen und Wochenkrippen mehr und mehr auf die Tageskrippenbetreuung. Auf politischen Druck aus Kreisen der DDR-Regierung und dem Zentralkomitee der SED sollte dennoch ein höherer gesellschaftlicher Anteil an der Erziehung von Säuglingen und Kleinkindern erreicht werden.
Als wichtigster Gesichtspunkt beim Vergleich verschiedener Betreuungsformen ist das Alter des betreuten Kindes zu berücksichtigen. Vom Säuglingsalter bis im Alter von drei Jahren ist das Kind stark von der Person des erwachsenen Erziehers abhängig. Für Matějček haben Krippen für Kleinkinder im Wesentlichen eine „Behelfsfunktion“, wobei vor allem zwei Probleme bei Krippenkindern festgestellt wurden: Anpassungsschwierigkeiten und eine zwei bis drei Mal höhere Krankheitsanfälligkeit verglichen mit Familienkindern. Insgesamt zeigten die Untersuchungen, dass das Gefährdungspotential für psychische Deprivation bei einer Dauerbetreuung von Kindern unter drei Jahren in Heimen als „gefährlich“ angesehen werden müsse, während ihre Situation in Tageskrippen höchstens „belastend“ sei. Bei Tageskrippenkindern bleibe die Gefühlsbindung zur Mutter und zum Daheim bestehen, doch unterliege sie einer gewissen Belastung; sie werde durch zusätzliche unbeständige Beziehungen ergänzt. Unter optimalen Verhältnissen wurden keine wesentlichen Unterschiede bei der somatischen und seelischen Entwicklung von Tageskrippenkindern und Familienkindern festgestellt.
Englische Kinderexperten machten darauf aufmerksam, dass durch die Fokussierung auf die intellektuelle Entwicklung die Gefahr bestehe, dass das psychische Befinden von Kleinkindern übersehen wird. Ihre Studien zeigten, dass Säuglinge oder Kleinkinder unter drei Jahren in einer Kinderkrippe eine dauerhafte Beziehung zu einer zweiten Beziehungsperson (neben der Mutter) entwickeln müssten, um eine positive emotionale Entwicklung während der empfindlichsten Periode der Hirnentwicklung nicht zu gefährden. Fehle die Sicherheit einer solchen Beziehung, könnten die wiederholten Trennungen durch den Krippenbesuch zu einem Stresslevel führen, der mit dem Verlorengehen an einem Strand vergleichbar sei. Selbst wenn dieser Stress beim Kind nur subtile Verhaltensänderungen hervorrufe, die von den Eltern und Erziehern meist nicht mit der Kinderkrippensituation in Verbindung gebracht würden, könne er zu einem signifikanten Risikofaktor werden, der die Wahrscheinlichkeit erhöhe, dass das Kind in der Zukunft psychische Probleme entwickelt. Analysen zeigten, dass im Vergleich innerhalb einer Versuchsgruppe von 3- bis 8-jährigen Kindern diejenigen Kinder geringere Niveaus von Kortisol aufwiesen, die bis zum Alter von vier Jahren vergleichsweise weniger Zeit in Kindertagesbetreuung verbracht hatten oder die im Zimmer der Eltern geschlafen hatten. Auch im Rahmen der von 2007 bis 2012 durchgeführten „Wiener Kinderkrippenstudie“ fanden sich deutliche Hinweise dafür, dass Kinder während der Zeit in der Krippe Stress erleben. Es zeigte sich, dass der Kortisolspiegel unmittelbar nach Eintritt in die Krippe signifikant höher ist als davor und dass die Stressverarbeitung auch nach vier Monaten Krippenbetreuung nicht mehr so gut gelingt wie zuvor.
Für die Bindungsforscherin Karin Grossmann müssen zahlreiche Bedingungen erfüllt werden, damit für Kleinkinder der Krippenaufenthalt eine positive Entwicklungsmöglichkeit bietet und nicht zum Risiko wird: Wenn eine Krippe so gestaltet wird, daß die Kinder dort individuelle Wertschätzung erfahren und gut behütet werden, dann kann dies für Kinder aus Familien mit hinreichender liebevoller Zuwendung als günstige Erweiterung ihrer Erfahrungen gesehen werden.

### Kritiker und Befürworter
Über die Frage der Qualitätssicherung hinaus gibt es Kritiker und Befürworter der Kinderkrippe.
Der Göttinger Neurobiologe Gerald Hüther sagte in einem Interview mit der Zeitung Die Welt: „Für manche Kinder ist die Krippe besser als nichts. Notwendig wäre es aber, dass sich eine Person um nicht mehr als fünf Kinder kümmert. Oft ist es aber besser, wenn sich die Eltern mehr Zeit nehmen. ... Es zahlt sich langfristig immer aus, wenn man Zeit in die Kinder investiert, vor allem dann, wenn sie klein sind. Dafür muss man an anderer Stelle Opfer bringen. Es ist eine Lüge, dass man Familie und Karriere ohne Probleme vereinen kann.“
Michael Schulte-Markwort, Professor und Direktor der Klinik für Kinder- und Jugendpsychosomatik am Universitätsklinikum Eppendorf spricht sich gegen „Fremdbetreuung“ durch den eigenen Vater, die eigene Großmutter, oder eine Krippe als Regelfall aus und betont: „Kinder brauchen eine liebende, einfühlende, verlässliche, kontinuierliche, fördernde und Halt gebende Beziehung. Eine? Nein, es dürfen auch mehr sein, wenn sie eindeutig hierarchisiert sind, d. h. wenn es z. B. wie in einer Großfamilie wichtige und weniger wichtige bzw. unwichtige Beziehungen für das Kind gibt.“
Rainer Böhm, Leiter des Sozialpädiatrischen Zentrums Bielefeld, zieht primär aus einer der beiden NICHD-Studien Schlüsse – allerdings andere als etwa die beteiligte Forscherin Ahnert – und meint, dass deutsche Kinder vor dem vollendeten zweiten Lebensjahr prinzipiell nicht in Tagesgruppensettings betreut werden sollten. Er spricht sich klar für ein Betreuungsgeld und gegen ein Krippenbesuch aus.

„Da sich laut internationaler entwicklungspsychologischer Studien Gruppenbetreuung
ein- und zweijähriger Kinder – unabhängig von deren sozialer Herkunft – negativ auf soziale Kompetenzen und Stressverarbeitungskapazität auswirkt (und dies möglicherweise lebenslang!), ist zu erwarten, dass sich die Einführung eines Betreuungsgelds positiv auf die spätere soziale Adaptation in Schule, Ausbildung und Familie auswirken wird.“

Lieselotte Ahnert, Lehrstuhl für Angewandte Entwicklungspsychologie, Universität Wien arbeitete unmittelbar vor ihrer Habilitation drei Jahre lang in Washington mit an der NICHD-Studie, und zwar als deutsche Austauschforscherin (Forgaty-Stipendium). Ahnert publizierte 2010 zum Thema ein Buch für Betroffene und die Fachwissenschaften. Sie versuchte schon 2007, sich zu verwahren gegen missbräuchliche Darstellungen ihrer Fachmeinung. Sie habe nie gesagt, elterliche Erziehung sei besser als die Tagesstätte; denn Familie könne völlig fehlschlagen in der Bedürfnisbefriedigung der Kinder. Dann müsse öffentliche Betreuung diese Probleme auffangen. Da „überhaupt nicht klar“ sei, ob ein Betreuungsgeld für Eltern „dem Kind zugute kommt“ sei Ahnert gegen dieses Gesetzesvorhaben. Sie staunt „Sollte man Eltern bezahlen, nur weil sie Eltern sind?“

### NUBBEK-Studie (Deutschland 2012)
An der „Nationalen Untersuchung zur Bildung, Betreuung und Erziehung in der frühen Kindheit“ nahmen aus 8 deutschen Bundesländern u. a. 1000 Kinder im 3. Lebensjahr teil und 7 Forschungsinstitute. Diese 7 publizierten im April 2012 Fragestellungen und Ergebnisse im Überblick.
Die pädagogische Qualität in den Einrichtungen wurde insgesamt als unbefriedigend bewertet. Sie „sollte verbessert werden“. Erprobte Ansätze systematischer Qualitätsentwicklung in Kindertagespflegeeinrichtungen und eine Sammlung vorbildlicher Lösungen sollten genutzt werden. Notwendige verbesserte Rahmenbedingungen seien kostspielig und brauchten starken politischen Willen.
Ob Krippenbetreuung ein Kleinkind belastet oder fördert, hänge am stärksten davon ab, wie gut die zusätzliche elterliche Betreuung ist. „Die öffentliche Verantwortung für Bildung, Betreuung und Erziehung kann sich ... nicht ausschließlich auf die außerfamiliären Betreuungsformen der Kinder richten, sondern muss Familien und ihr Umfeld als ihre Erziehungspartner stärker als bisher einbeziehen. Öffentliche Kampagnen, direkte Ansprache von Familien, Aufbau sozialraumbezogener Netzwerke und darauf bezogene Funktionserweiterungen von Kindertageseinrichtungen (z. B. in Form von Familienzentren) sollten im Rahmen kohärenter politischer Maßnahmen systematisch erprobt werden.“
Nicht die tägliche Krippenbesuchsdauer, sondern die Qualität der Eingewöhnung wird als weiterer Erfolgsfaktor genannt.
Bei Migrationshintergrund solle die externe Betreuung möglichst früh beginnen, was u. a. zu besserem Kommunikationsverhalten führe. Zu frühem Krippenbesuch solle vielfältig angeregt werden, auch durch finanziellen Anreiz („Integrationsprämie“). Ein Anreiz zur Separation schade (besser kein Betreuungsgeld, polemisch „Herdprämie“). Bei Migrationshintergrund und „in bedenkenswerten Lebenslagen“ sollte laut NUBBEK die externe Betreuungsqualität, auch der Erzieher-Kind-Schlüssel und die Personalqualifikation, ganz besonders gut sein.

### „No Child Left Behind“ (Norwegen 2011)
Die Studie „No Child Left Behind“ erforschte in Norwegen Langfristwirkungen des regional unterschiedlich massiven Ausbaus subventionierter Kindergärten in den Jahren 1976 bis 1979, es handelt sich hier um Betreuungseinrichtungen für Kinder im Alter von drei bis sechs Jahren. Nach statistischen Analysen geben Tarjei Havnes (Universität Oslo) und Magne Mogstad (University College London) „präzise und robuste“ Zusammenhänge an: Subventionierte Kinderbetreuung hatte demnach starke positive Auswirkung auf den Bildungserfolg und das Erwerbsleben. Es reduzierte Abhängigkeit von Sozialleistungen. Besonders stark profitierten Mädchen und Kinder wenig gebildeter Mütter. Die Forscher stellen fest, dass ein ehemals betreutes Kind später im Schnitt 0,35 Jahre länger zur Schule geht und eine um sechs Prozentpunkte geringere Wahrscheinlichkeit hat, die Schule vorzeitig zu verlassen – die Wahrscheinlichkeit, eine Uni zu besuchen, stieg hingegen um sieben Prozentpunkte. Letztlich sinkt auch die Wahrscheinlichkeit, Geringverdiener oder abhängig von Transfers zu sein. Hingegen sinkt ebenfalls die Chance, zu den Topverdienern zu gehören. Die Ergebnisse sind im Kern vergleichbar mit der BASS-Studie im Auftrag der Bertelsmann-Stiftung, s. o.

## Deutschland
Kinderkrippen sind in Deutschland Einrichtungen für Kinder bis zum vollendeten dritten Lebensjahr oder Gruppen für Kinder dieser Altersgruppe in Kindertagesstätten. Zuweilen werden Krippen noch entsprechend dem Alter der Kinder unterteilt in Liege-, Krabbel- und Laufkrippen. Regionalspezifisch gibt es eine Reihe weiterer Bezeichnungen, wie z. B. Krabbelgruppe. In der Regel ab dem dritten Lebensjahr erfolgt der Übergang in die Kindergärten. Oft werden Kinder dieser Altersgruppe in altersgemischten Gruppen oder in Kindertagesstätten mit verschiedenen Altersgruppen betreut, es gibt allerdings auch reine Kinderkrippen.
Kinderkrippen gehören zur Kindertagesbetreuung und somit zur Kinder- und Jugendhilfe. Mit dem Tagesbetreuungsausbaugesetz (TAG) vom 27. Dezember 2004 (s. SGB VIII) wird der Ausbau von Kindertagesstätten- und Kindertagespflegeplätzen in allen Bundesländern auch zu einem politischen Ziel und die Erziehung, Bildung und Betreuung von Kleinkindern erhält rechtlich, politisch und finanziell eine neue Aufmerksamkeit. Als pädagogisches Personal werden überwiegend Fachkräfte wie Erzieher, Heilpädagogen und vermehrt Kindheitspädagogen und als Hilfskräfte Kinderpfleger oder Sozialassistenten beschäftigt.
Aufgrund eines regionalen Fachkräftemangels werden auch verstärkt Personen mit fachfremden Ausbildungen wie Kinderkrankenpfleger eingesetzt.
Teilweise ist auch unqualifiziertes Personal mit einer geringen pädagogischen Qualifikation oder gänzlich ohne Berufsabschluss zu finden.
Eine andere Form der Tagesbetreuung ist die Betreuung als Kindertagespflege durch Tagespflegepersonen. Daneben gibt es andere Kleinkindgruppen, die weniger die Aufgabe haben, eine Berufstätigkeit der Eltern zu ermöglichen, sondern besondere Angebote machen und als Treffpunkt für Eltern und Kinder dienen. Solche Angebote haben regional- oder konzeptspezifisch verschiedene Bezeichnungen; gebräuchlich sind z. B. Spielkreis, Krabbelgruppe oder PEKiP-Gruppe.
Eine Sonderrolle für die Vereinbarkeit von Beruf und Familie nehmen Betriebskinderkrippen ein, die Müttern das Stillen in der Nähe des Arbeitsplatzes ermöglichen und den Wiedereinstieg in den Beruf erleichtern.

### Bedarf und Verfügbarkeit

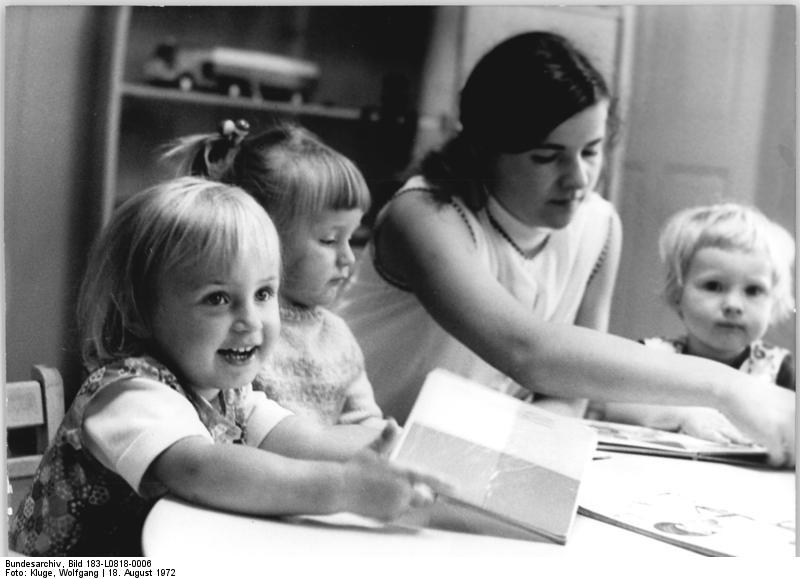
Kinder im „Erntekindergarten“ der LPG Schenkenberg 1972

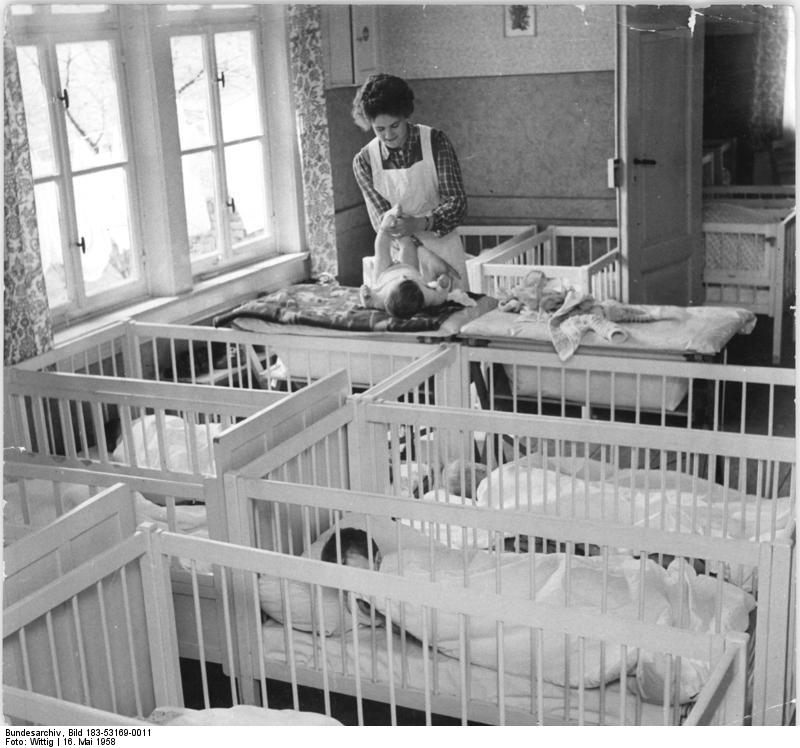
Kinderkrippe in Ingersleben im Mai 1958

In der DDR gab es ein dichtes Netz an staatlichen Kinderkrippen (1988 waren laut Statistik 7770 Tages- und Wochenkrippen sowie Dauerheime für Säuglinge und Kleinstkinder mit 355.089 Plätzen vorhanden).
Der Bedarf in Westdeutschland hat sich dagegen an einer Notsituation bzw. Fehlen der elterlichen Erziehung orientiert. Ausnahme war West-Berlin: dort war Ende der 1980er für jedes vierte Kind unter drei Jahren ein Krippenplatz vorhanden. Seit der Wiedervereinigung ist auch in den westlichen Ländern die Anzahl der Plätze für Kinder im Krippenalter gestiegen. Eine flächendeckende Versorgung für alle Kinder, wie sie das Tagesbetreuungsausbaugesetz (s. o.) als Ziel vorgibt, wird in allen Bundesländern sukzessive realisiert. Strittig ist die Frage nach dem tatsächlichen Bedarf. Zum Teil ist die Nachfrage nach staatlich subventionierten Krippenplätzen so groß, dass es in vielen Gemeinden schon für ungeborene Kinder Wartelisten gibt. Andererseits zahlen einzelne Bundesländer einen Betreuungsbonus an das Jugendamt für den möglichst zügigen Ausbau. Die Gebühren liegen nach einer Übersicht der AOK zwischen 70 und 425 Euro pro Monat, abhängig vom Wohnort und Einkommen der Eltern. Das sind – zum leichteren Vergleich mit Studiengebühren – pro Jahr und Kind zwischen 840 und 5 100 Euro.
Die Höhe des tatsächlichen Bedarfs ist umstritten. Nach einer Auswertung des Deutschen Jugendinstitutes (DIJ) Ende 2010 wünschen sich die Eltern jedoch offenbar weitaus mehr als von Bund und Ländern eingeschätzt.
Einen Überblick über die in den deutschen Bundesländern unterschiedlichen Versorgungsgrade (Anzahl der Plätze zur Anzahl der Kinder der Altersgruppe) geben der Beitrag zum Kindergarten, die Bundesjugendstatistik, der Zahlenspiegel des Deutschen Jugendinstituts oder die Länderübersichten des Jugendministeriums Brandenburg. In Sachsen-Anhalt existiert ein allgemeiner Rechtsanspruch auf einen Betreuungsplatz für unter Dreijährige; in Brandenburg gibt es einen bedingten Rechtsanspruch (bei Erforderlichkeit). Die Tatsache, dass in diesen Bundesländern der Rechtsanspruch auf einen Betreuungsplatz für ein Kind an die Erwerbstätigkeit der Eltern anknüpft, halten Kritiker im Hinblick auf den zweiten Leitsatz des „Familienurteils“ des Bundesverfassungsgerichts für verfassungswidrig (vgl. BVerfG, 2 BvR 1057/91 vom 10. November 1998).
Der Mangel an staatlich subventionierter Kleinkindbetreuung wird häufig als eine wesentliche Ursache für die niedrige Geburtenrate in Deutschland angeführt. Letzteres bestreiten Familienverbände wie beispielsweise das Familiennetzwerk und der Familienbund der Katholiken. Sie verweisen beispielsweise darauf, dass die Bundesländer, in denen die öffentliche Kleinkinderbetreuung besonders gut ausgebaut sei, auch eine besonders niedrige Geburtenrate hätten. So habe zum Beispiel ausgerechnet Sachsen-Anhalt, das ja neben einer vergleichsweise gut ausgebauten öffentlichen Kleinkindbetreuung auch einen Rechtsanspruch auf einen Betreuungsplatz für jedes Kind erwerbstätiger Eltern in seiner Verfassung verankert habe, mit 1,2 Geburten pro Frau (2005) die niedrigste Geburtenrate von allen Bundesländern. Nach Meinung dieser Familienverbände ist unter anderem die Benachteiligung von Familien im Steuer- und Sozialversicherungsrecht ein viel entscheidenderer Faktor für den Mangel an Geburten in Deutschland. Auch andere Kritiker warnen davor, andere mögliche Ursachen zu vernachlässigen.
Bisherige Vermutungen über Bedarf und Verfügbarkeit ersetzt die NUBBEK-Studie (Deutschland 2012, s. o.) durch Fakten aus acht ost- und westdeutschen Bundesländern: Ein Drittel der Eltern hatten schlicht keinen Krippen- oder Kitaplatz gefunden. Von „erzwungener Abstinenz“ spricht der Leiter der Studie, FU-Wissenschaftler Wolfgang Tietze. „Unter den jetzigen Bedingungen von Knappheit können die Familien ihr Wunsch- und Wahlrecht nicht ausüben.“ Die Höhe der Gebühren hielt gemäß NUBBEK viele Eltern fern, die durch Krippenbetreuung verbesserte Chancen für ihr Kind sähen. „Die Daten legten nahe, dass es auch innerhalb der Gruppe der nur familiär betreuten Kinder eine erhebliche Anzahl von Müttern gibt, die sich auch für eine außerfamiliäre Betreuung entscheiden würde, wenn die Bedingungen hierfür besser wären.“
Eine Studie von 2013 stellte fest, dass Eltern, die selbst nach Deutschland eingewandert sind, ihre Kinder im Vergleich zu anderen Eltern seltener in die Kinderkrippe schicken. Bei allen anderen Eltern steigt der Anteil der Kinder, die eine Kinderkrippe besuchen, mit dem Bildungsstand der Eltern.
Nach Angaben des Instituts der deutschen Wirtschaft fehlen in Deutschland im Jahr 2024 rund 306.000 Betreuungsplätze für Kinder unter drei Jahren – rund 278.000 Plätze in den westdeutschen Bundesländern und rund 28.000 Plätze in den ostdeutschen Bundesländern.

### Politische Debatte um den Ausbau der Krippenplätze

#### Paradigmenwechsel in der öffentlichen Debatte
In der Vergangenheit stand man der Kleinkindbetreuung in Kinderkrippen in Westdeutschland überwiegend kritisch gegenüber. Dabei wurde darauf verwiesen, dass in diesem Alter Kinder die Bindung an eine Bindungsperson brauchen. Konservative Stimmen wie die Kinder- und Jugendpsychotherapeutin Christa Meves artikulierten auch die Ansicht, dass als primäre Bindungsperson aufgrund der geschlechtsspezifischen Biologie vorwiegend die Mutter geeignet sei.
Demgegenüber hat sich die Debatte in der Öffentlichkeit in den vergangenen 20 Jahren verschoben. Nach Bündnis 90/Die Grünen, der Linken, der FDP und der SPD formulierte auch die CDU-Familienministerin Ursula von der Leyen und mit ihr die CDU-Parteispitze unter Bundeskanzlerin Angela Merkel die Forderung nach Ausbau von Kinderkrippenangeboten. Von der Leyens Pläne, die Zahl der Betreuungsplätze für Kinder unter drei Jahren bis 2013 auf 750.000 zu verdreifachen, trafen zunächst auf Widerstand innerhalb der Koalition. Am 5. September 2007 beschloss das Bundeskabinett die Förderung des Ausbaus auf 750.000 Betreuungsplätze für ein- bis dreijährige Kinder bis 2013 und die Einführung eines für 2008 geplanten Rechtsanspruchs auf einen Betreuungsplatz ab dem zweiten Lebensjahr.

#### Finanzierung
Während der weitere massive Ausbau von Kinderkrippen in Deutschland von allen Parteien im Bundestag in der Zielsetzung gefordert wird, besteht Uneinigkeit unter und innerhalb der Parteien, wie die Finanzierung dieses Ausbaus sichergestellt werden soll. Nach Berechnungen der SPD sind 6,36 Milliarden Euro für den Ausbau von Kinderbetreuungsplätzen notwendig. Der Deutsche Städte- und Gemeindebund kommt bei Kostenfreiheit auf rund 9,5 Milliarden für circa 897.000 Krippenplätze (40 Prozent der Kinder unter 3 Jahren). Die SPD hat zur Finanzierung des Krippenausbaus unter anderem ein Einfrieren des Kindergeldes und eine Kürzung der Kinderfreibeträge vorgeschlagen. Dies wird von CDU, CSU, dem Familiennetzwerk Deutschland und dem Familienbund der Katholiken strikt abgelehnt. Zur Debatte stehen auch das Abschmelzen der Vorteile des Ehegattensplittings und der Wegfall der kostenlosen Mitversicherung des Ehegatten in der gesetzlichen Kranken- und Pflegeversicherung für Ehepaare, die keine Kinder versorgen oder in der Vergangenheit versorgt haben.
Laut Statistischem Bundesamt wurden 2009 für die Betreuung von Kindern unter drei Jahren in Kindertageseinrichtungen in freier und öffentlicher Trägerschaft jeweils 9500 Euro pro Kind ausgegeben.

#### Rechtsanspruch
Nach dem Kinderförderungsgesetz (KiföG) besteht seit 1. August 2013 ein Rechtsanspruch auf einen Krippenplatz ab dem vollendeten ersten Lebensjahr.
Auf Qualitätssicherung besteht kaum Rechtsanspruch. Diese wird von der NUBBEK-Studie (Deutschland 2012) angemahnt.
Das Bundesfamilienministerium rechnete mit einem Bedarf von insgesamt 39 Prozent.  In den alten Bundesländern soll für unter Dreijährige eine Betreuungsquote von 37 Prozent erreicht werden, in den neuen Bundesländern von 51 Prozent (Stand: 2012). Mitte 2012 fehlten in Deutschland von den dazu benötigten 780.000 Betreuungsplätzen noch 220.000.
Nach Angaben des Bundesfamilienministeriums von Juli 2013 sollten im Laufe des Kita-Jahres 2013/2014 813.093 Betreuungsplätze für ein- bis zweijährige Kinder zur Verfügung stehen. Dies seien rund 30.000 Plätze mehr als veranschlagt. 12,7 Prozent der in der Statistik enthaltenen Plätze standen noch nicht zur Verfügung und sollten noch geschaffen werden. Die Zahlen wurden von den Ländern an das Ministerium gemeldet und konnten von diesem nicht überprüft werden. Das Institut der Deutschen Wirtschaft kritisierte, die Zahl der Kitas sei kaum gestiegen und vermutete, die Anhebung sei durch gesteigerte Gruppengrößen zu Stande gekommen. 2012 lag das Spektrum der Betreuungsquoten zwischen 3,1 Kleinkinder je Vollzeitkraft (in Bremen) und 6,5 in Sachsen-Anhalt; der Bundesdurchschnitt lag bei 4,5.
Nach einem Urteil des BGH vom 20. Oktober 2016 haben Eltern, deren Kinder nach dem Kinderförderungsgesetz Anspruch auf einen Betreuungsplatz haben, gegebenenfalls Anspruch auf Schadensersatz für den entstandenen Verdienstausfall, wenn sie aus Mangel an einem Betreuungsplatz ihre Rückkehr in den Beruf aufschieben. Ein Anspruch auf Schadensersatz entsteht allerdings nur, wenn die Kommune den Mangel an Betreuungsplätzen mitverschuldet hat, der Mangel also beispielsweise aus finanziellen oder anderen von der Kommune zu verantwortenden Gründen entstand. Liegt der Grund hingegen beispielsweise in einem allgemeinen Erziehermangel oder in unvorhergesehenen Schwierigkeiten bei der Errichtung von Kindertagesstätten, entsteht kein Anspruch auf Schadensersatz. Voraussetzung ist zudem, dass sich die Eltern rechtzeitig um einen Platz bemüht haben und keinen zumutbaren Platz abgelehnt haben.
Weil sie keinen angemessenen Betreuungsplatz für ihren Sohn erhielt, hat das Oberlandesgericht Frankfurt einer Mutter 23.000 Euro Schadenersatz zugesprochen. Der betroffene Landkreis habe seine Amtspflicht verletzt, urteilte das Gericht am 12. Juli 2021. Obwohl die Mutter ihren Bedarf rechtzeitig angemeldet hatte, habe der Kreis im Landgerichtsbezirk Darmstadt ihr keinen angemessenen Platz für ihren Sohn rechtzeitig zur Verfügung gestellt. Der Landkreis reichte Nichtzulassungsbeschwerde ein und will nun vor den Bundesgerichtshof ziehen.
Mit Urteil vom 26. Oktober 2017 hat das Bundesverwaltungsgericht entschieden, dass der Träger der öffentlichen Jugendhilfe einem Kind einen seinem individuellen Bedarf entsprechenden Betreuungsplatz nachweisen muss. Aus dem Anspruch auf einen Betreuungsplatz für Kinder ab einem Jahr folge jedoch kein Wahlrecht zwischen einem Platz in einer Kita und bei einer Tagesmutter. Auch sind die Jugendhilfeträger nicht verpflichtet, dem Kind einen kostenfreien oder zumindest kostengünstigen Betreuungsplatz anzubieten. Die Eltern können nur eine Erstattung von Kita-Aufwendungen verlangen, wenn ihnen diese finanziell nicht zumutbar gewesen waren.

#### Kosten-Wirksamkeits-Aspekte
Die politischen Akteure sind sich uneinig, wie hoch die derzeitigen Kosten tatsächlich
sind. Kosten-Wirksamkeits-Analysen (im Sinne von Kosten-Nutzen-Analysen in Bezug auf Projekte, deren Nutzen nicht oder nicht vollständig monetär gemessen werden kann) zum Thema Kindertagesbetreuung müssen zahlreiche schwer zu bewertende Komponenten
und verschiedene regionale Bedingungen berücksichtigen. Insbesondere geht die Beurteilung der Wirkung des Besuchs von Kinderkrippen in die Berechnung ein. Trotz dieser Schwierigkeiten stimmen laut Bildungsökonomin C. Katharina Spieß verschiedene Analysen darin überein, dass eine gute Betreuung in Kindertageseinrichtungen tatsächlich rentabel sei.
Aus Kosten-Nutzen-Analyse-Studien über frühkindliche Kindertagesbetreuung im internationalen Bereich sowie in Deutschland wurde in der Stellungnahme des DIW von 2004 für den Ausschuss für Familie, Senioren, Frauen und Jugend als Fazit festgehalten, dass der volkswirtschaftliche Nutzen der öffentlichen Ausgaben für Kindertageseinrichtungen größer sei als ihre Kosten. Dieser Stellungnahme liegt unter anderem eine Zürcher Studie zugrunde, die feststellte, dass sich Kindertagesstätten auszahlen  diese Studie wurde allerdings von anderer Seite insofern kritisiert, als sie eine Kosten-Nutzen-Relation aller bestehenden Krippenplätze untersuchte und nicht die marginalen Kosten, das heißt, nicht die Kosten-Nutzen Relation zusätzlicher Krippenplätze. Zudem ist der Verdacht ausgesprochen worden, von Regierungen in Auftrag gegebene Studien seien als Rechtfertigung bestehender Ämter oder Politiken anzusehen.
Laut Berechnungen einer von der Bertelsmann-Stiftung in Auftrag gegebenen Studie würden sich, angesichts einer in der Studie festgestellten größeren Chance von Kinderkrippenkindern auf einen Übergang zum Gymnasium und der durchschnittlichen Differenz zwischen den erwarteten Lebenseinkommen von Personen mit und ohne Abitur, durch den Besuch von Kindern in Kinderkrippen erhebliche langfristige volkswirtschaftliche Nutzeneffekte ergeben.

#### Chancenangleichung bei elterlicher Wahlfreiheit
Die Pläne von Bundesfamilienministerin Ursula von der Leyen zum Ausbau der Krippenbetreuung aus öffentlichen Mitteln haben 2006 und 2007 zu einer heftigen Debatte über die Verteilung von Steuergeldern zwischen Kinderlosen, alleinverdienenden und doppelt berufstätigen Eltern geführt. Unter dem Aspekt der Wahlfreiheit werden mehrere Modelle oder deren Mischformen diskutiert, so etwa der Ausbau von Krippenplätzen, die Förderung von Tagesmüttern oder Betriebskinderkrippen, die Einführung von Betreuungsgutscheinen oder von Direktzahlungen. Bei der Argumentation zu den verschiedenen Modellen werden nicht nur die Kosten, sondern auch die Qualität, die Möglichkeiten der Einflussnahme auf die Qualitätssicherung und die Flexibilität der Betreuung als wichtige Gesichtspunkte angeführt. Einige marktliberale Wirtschaftswissenschaftler lehnen staatliche Investitionen in Kinderbetreuungseinrichtungen grundsätzlich ab, da sie darin einen unzulässigen Eingriff des Staates in einen privaten Markt sehen.
Den Marktliberalen steht das Leitbild der Sozialen Marktwirtschaft schroff entgegen: „Es wäre ein verhängnisvoller Irrtum, der Automatik des Marktes die Aufgabe zuzumuten, eine letztgültige soziale Ordnung zu schaffen und die Notwendigkeiten des staatlichen und kulturellen Lebens von sich aus zu berücksichtigen.“
Fritsch/Wein/Evers argumentieren, höhere Chancen für das eigene Kind, nach guter Krippenbetreuung sehr viel später höheres Einkommen zu erzielen, würde die Durchschnittsmutter systematisch unterschätzen, weil der erhoffte Nutzen weit in der Zukunft liegt mit großer statistischer Streuung.
Modelle für Direktzahlungen, ähnlich wie zum Beispiel in Kanada, Frankreich, Norwegen und Finnland, standen bereits unter dem Konzept des Erziehungsgehaltes in der politischen Diskussion.
„Es gibt keine Wahlfreiheit“ ist ein Ergebnis der NUBBEK-Studie (Deutschland 2012). Von „erzwungener Abstinenz“ spricht der Leiter der Studie, FU-Wissenschaftler Wolfgang Tietze. „Unter den jetzigen Bedingungen von Knappheit können die Familien ihr Wunsch- und Wahlrecht nicht ausüben.“ Nicht zuletzt, berichtet Adelheid Müller-Lissner, machen sich die Forscher Sorgen um die Familien, die angaben, ihnen seien die Kosten für Kita oder Tagesmutter zu hoch. „Die Daten legten nahe, dass es auch innerhalb der Gruppe der nur familiär betreuten Kinder eine erhebliche Anzahl von Müttern gibt, die sich auch für eine außerfamiliäre Betreuung entscheiden würde, wenn die Bedingungen hierfür besser wären.“
Eine alleinige Förderung der Infrastruktur in Form von Krippenplätzen wird verschiedentlich als Benachteiligung von Eltern, die ihre Kinder selbst oder anders betreuen wollen, aufgefasst.
Die Kosten für einen staatlichen Krippenplatz werden teilweise aus dem allgemeinen Steueraufkommen finanziert, da die Elternbeiträge die Kosten nicht decken. Eine solche Betrachtung der Kosten lässt oft gegenläufige Faktoren außer Acht, etwa einen möglichen monetären Effekt durch zusätzliche Aufkommen an Steuern und Sozialversicherungsbeiträgen durch berufstätige Eltern und durch die höhere Zahl von Angestellten in Kinderbetreuungseinrichtungen.
Die Abwägung von Kosten und Nutzen/Wirksamkeit gestaltet sich schwierig (vgl.o).
Ob und wie in diesem Zusammenhang auch das Ehegattensplitting und die kostenlose Mitversicherung in der gesetzlichen Kranken- und Pflegeversicherung zur Debatte stehen können oder sollen, ist umstritten. Der Einbezug des Ehegattensplittings könnte bedeuten, dass unverheiratete Eltern steuerlich nicht schlechter stehen dürfen als kinderlose Ehepaare. Der Einbezug der Mitversicherung könnte bedeuten, dass unverheirateten Eltern nicht höhere Versicherungsbeiträge aufgebürdet werden dürfen als kinderlosen Ehepaaren.
Die EU-Kommission ist der Meinung, dass Familien durch den Mangel an Kinderbetreuung in Deutschland benachteiligt würden. Dass der Stundenlohn von Frauen in Deutschland im Durchschnitt 22 Prozent unter dem ihrer männlichen Kollegen liege, hänge mit dem geringen Angebot an Krippenplätzen und deren unzureichenden Öffnungszeiten zusammen, ebenso wie die geringere Beschäftigungsquote von Frauen mit Kindern im Vergleich zu anderen EU-Ländern.

## Finnland
Ähnlich wie in Dänemark, Schweden und Norwegen besteht in Finnland spätestens ab dem ersten Lebensjahr ein Rechtsanspruch auf einen Betreuungsplatz und zugleich eine umfangreiche Betreuungsinfrastruktur. Trotzdem nehmen nur 23 % der Mütter in Finnland institutionelle Unterstützung für ihr jüngstes Kind in Anspruch. Damit fällt Finnland innerhalb der nordischen Länder aus dem Rahmen und liegt mit diesem Anteil bei der institutionellen Kleinkind-Betreuung bei EU-Staaten hinter Dänemark (72 %), Schweden (61 %), Niederlande (45 %), Frankreich (42 %), Norwegen (39 %), Island (38 %) sowie weiteren sechs Staaten aber vor bspw. Deutschland, Irland, Österreich und den meisten osteuropäischen Ländern.
„Nahezu drei Viertel der Mütter hingegen betreuen ihr Kind ausschließlich selbst, d. h. sie verzichten auf jede Form der externen Betreuung, sei es institutioneller oder privater Art. Eine Erklärung hierfür ist das finnische parental choice-Modell. Dieses Modell, das es z. B. auch in Dänemark, Schweden und Norwegen gibt, ermöglicht es Eltern, zwischen öffentlichen Betreuungsangeboten oder privater Betreuung mit finanziellem Ausgleich zu wählen. In Finnland besteht, im Unterschied zu den anderen Ländern, jedoch nur dann Anspruch auf Betreuungsgeld, wenn im Gegenzug kein öffentlicher Betreuungsplatz für das Kind beansprucht wird […]. Darüber hinaus kann dieses nationale Betreuungsgeld durch ein kommunales Betreuungsgeld aufgestockt werden“.

## Schweiz

### Begriff
Der Begriff der Kinderkrippe wird in der Schweiz uneinheitlich definiert. Meist umfasst die Definition besonders das Altersspektrum von der Geburt bis zum Eintritt in den Kindergarten mit vier oder fünf Jahren, oft wird der Begriff aber synonym zu Kindertagesstätten ganz allgemein verwendet, also auch in der Bedeutung des Schulhorts.
Der Begriff wird gegenwärtig zu Gunsten des Begriffs Kindertagesstätte (regional auch zu Gunsten des Begriffs Tagesheim) stark zurückgedrängt (Stand 2007). So hat zum Beispiel der frühere Schweizerische Krippenverband im März 2007 eine Umbenennung in Verband Kindertagesstätten der Schweiz vorgenommen.

### Politik
Der politische Diskurs wird gegenwärtig deutlich weniger kontrovers geführt als in Deutschland. Kinderkrippen werden von drei der vier großen Parteien (SP, CVP und FDP) propagiert, aus jeweils unterschiedlichen Motiven, z. B. Gleichstellungspolitik, Wirtschaftsförderung, Integration fremdsprachiger Kinder. Von den vier großen Parteien ist einzig die SVP mehrheitlich gegen einen Ausbau des Krippenwesens. Ein Impulsprogramm des Bundes fördert die Gründung neuer Kinderkrippen und auch einzelne Kantone wie z. B. Basel-Landschaft verfügen oder verfügten über solche Programme. (Siehe auch: Politische Einbettung von Kindertagesstätten in der Schweiz.)

## Schweden
Schweden fördert Alternativen zur Fremdbetreuung in Kinderkrippen. Eltern, die ihre Kinder bis zum dritten Lebensjahr zu Hause betreuen, werden mit monatlich 300 Euro unterstützt. Für berufstätige Eltern besteht ein Anspruch auf Teilzeitarbeitsplätze. Bis zu 120 Tage können sich Eltern zur Betreuung kranker Kinder vom Arbeitsplatz freistellen lassen.

## Norwegen
„Um die Vereinbarkeit von Familie und Beruf zu erleichtern, baute der Staat ab 1975 die Kinderbetreuung stark aus.“ Die Folgen wurden wissenschaftlich erforscht durch eine Langfriststudie, vgl. o. No Child Left Behind.
Zum anderen hatte ein Betreuungsgeld eine unerwünschte Wirkung. Es blieben nämlich vorwiegend
Kinder aus Familien mit niedrigem Bildungsstand und Migrationshintergrund den Kinderbetreuungseinrichtungen fern. Laut Expertenanhörung im deutschen Bundestag zeige dies, „wenn durch das Betreuungsgeld Anreize geschaffen werden, frühe Bildungsangebote nicht zu nutzen, widerspricht dies auch den Bemühungen um Chancengleichheit“ aller Kinder.

## Vereinigtes Königreich
Im Vereinigten Königreich von Großbritannien und Nordirland wurde der Ausbau von Betreuungseinrichtungen für Kleinstkinder forciert. Die Zahl der Betreuungsplätze stieg von 425.000 (2002) auf 725.000 (2006). Die Kosten blieben auf hohem Niveau, im Raum London und den umliegenden Grafschaften lagen sie laut einer Studie des Marktforschungsunternehmens Laing & Buisson 2006 durchschnittlich bei 168 britischen Pfund pro Woche (247 Euro bzw. 12.847 Euro pro Jahr).
2006 wurden fast ein Viertel der Plätze nicht genutzt, trotz der höchsten Geburtenrate in Großbritannien (1,79) seit 1992. Dies entspricht einer Überkapazität von ungefähr 160 000 Krippenplätzen. Die Times sieht darin ein Anzeichen für einen Trend weg von einer „Alleswoller“-Frauengeneration hin zu Frauen, die ihre Kinder verstärkt selbst betreuen möchten. Auch gebe es mittlerweile nicht mehr die ausschließliche Alternative von Vollzeit-Berufstätigkeit oder Vollzeit-Hausfrauentätigkeit: Mindestens eine Million Eltern hätten bereits das 2003 eingeführte Recht auf Teilzeitarbeit genutzt, anstatt nach der Geburt sofort wieder in Vollzeit zu arbeiten. Es wird erwartet, dass sich der Trend durch das neu eingeführte Recht auf einen einjährigen Mutterschaftsurlaub verstärken wird. Auch seien die Arbeitgeber inzwischen bereit, jungen Müttern flexiblere Arbeitszeiten und -bedingungen (z. B. Telearbeit) einzuräumen.
Noch zu klären sind Gebühren und Qualität britischer Krippenbetreuung als naheliegender Ursachen mancherorts freier Kapazitäten, insbesondere deren mögliche Korrelationen mit schlechten Betreuungsschlüsseln (oben, im Kapitel Qualitätssicherung, wurde 1:2 für Kinder zwischen 0 und 12 Monaten, 1:3 für Kinder zwischen 12 und 24, 1:4 für Kinder zwischen 24 und 36 Monaten genannt).
Eine Gruppe von Experten hob 2006 als einen Qualitätsmangel bzw. „nicht adäquat“ mit dem Risiko langfristiger Verhaltensauffälligkeiten besonders hervor, wenn britische Krippen persönliche Kontinuität liebevoller Betreuung nicht sicherten.

## Frankreich
In Frankreich können Kinder in die École maternelle gehen, sobald sie keine Windel mehr tragen. Davor können sie in folgenden Einrichtungen betreut werden:
- Crèche collective, (Krippe, Hort, öffentlich),
- Crèche parentale (Eltern verwalten eine Krippe),
- Crèche d’entreprise (in Unternehmen),
- Établissement multi-accueil (Krippe),
- Crèche familiale (Familienkrippe: Tagesmutter für drei Kinder),
- Assistante maternelle partagée (Tagesmutter betreut Kinder aus zwei Familien).

Man kann unterscheiden
- Krippen in öffentlicher Trägerschaft (crèches municipales, crèches intercommunales)
- Krippen in privater Trägerschaft:
  - mit Gewinnerzielungsabsicht
    - private Krippen (z. B. die crèches parentales)
    - Kinderkrippen-Unternehmen

  - gemeinnützig (das Pendant zur deutschen „gGmbH“ ist die Association loi 1901)

Tatsächlich werden in Frankreich aber 70 % der Kinder zu Hause von ihren Eltern oder Verwandten betreut. Nur 10 % der Kinder bis drei Jahre besuchen eine Krippe.

## Vereinigte Staaten
In den Vereinigten Staaten stehen für die Betreuung von Kindern im Alter von drei Monaten bis zu fünf Jahren Child Day Care Centers zur Verfügung, das sind privatwirtschaftliche (meist: Non-Profit-)Einrichtungen, die den Kindern anspruchsvolle akademische Frühförderungsprogramme bieten und sich darum einerseits als Schulen verstehen, andererseits aber auch stark serviceorientiert sind und, den individuellen Bedürfnissen der Familien entsprechend, Ganztagsbetreuung ebenso ermöglichen wie Teilzeitprogramme. Die Gebühren liegen, vor allem bei guten Einrichtungen, deutlich über denen deutscher Kinderkrippen. In guten Einrichtungen haben die Lehrer eine Collegeausbildung im Fach Early Childhood Education absolviert, in anderen sind sie angelernt. Eine preiswertere Alternative zu Day Care Centers ist der Family Day Care, den viele Tagesmütter in ihrem Zuhause anbieten. Viele amerikanische Familien beschäftigen für die ganztägige Betreuung ihrer Kinder auch eine Kinderfrau oder einen Babysitter.

## Film
- Christel van Dieken, Julian van Dieken (Regie); Inga Bodenburg, Ilse Wehrmann (Hrsg.): Ganz nah dabei 1 – Eingewöhnung von 0- bis 3-Jährigen in die Kita Cornelsen Verlag Scriptor, Berlin 2012. DVD mit Booklet, ISBN 978-3-589-24760-8.
- Christel van Dieken, Julian van Dieken (Regie); Inga Bodenburg, Ilse Wehrmann (Hrsg.): Ganz nah dabei 2 – Raumgestaltung in Kitas für 0- bis 3-Jährige Cornelsen Verlag Scriptor, Berlin 2013. DVD mit Booklet, ISBN 978-3-589-24785-1.